# Els Béatse
Els Béatse (19 oktober 1972) is een Vlaamse actrice en vooral bekend door haar rol als Rita in De zonen van Van As.
De actrice is gehuwd met acteur Jan Van Looveren en is woonachtig te Mortsel. Els zette haar acteercarrière enige tijd op een laag pitje om voor de kinderen te kunnen zorgen.
Béatse vertolkte onder meer rollen in Het Eiland, Vermist, Aspe en de Kotmadam. In het 27e seizoen van Familie vertolkte ze de rol van Tessa.